# عنکبوت‌های دریچه‌ساز چوب‌پنبه‌ای
عنکبوت‌های دریچه‌ساز چوب‌پنبه‌ای (نام علمی: Halonoproctidae) نام یک تیره از فروراسته رتیل‌ریختان است.